# 1998년 국가최저임금법
1998년 국가최저임금법 (National Minimum Wage Act 1998)은 영국의 최저임금 제도를 규정하는 법률이다.
1997년 영국 총선 당시 영국 노동당의 대표 공약이었으며 법 제정 이후 1999년 4월 1일부터 시행에 들어갔다. 2016년 4월 1일 25세 이상 노동자를 대상으로 '국가생활임금' (National Living Wage)을 의무 지급토록 한 개정안이 적용되어, 최저임금선을 시간당 7.20파운드로 대폭 인상하는 동시에 오는 2020년까지 9파운드로 인상키로 했다.실제 2020년 4월 기준 영국의 최저임금은 시간당 8.72파운드로 예상치에 못 미쳤다.
2024년 4월 1일 기준 영국의 최저임금은 21세 이상 노동자는 시간당 11.44파운드, 18~20세는 8.60파운드, 18세 이하는 6.40파운드이며 수습기간 최저임금은 6.40파운드이다.

## 역사
1997년까지만 하더라도 영국은 전면적인 최저임금제도를 시행하고 있지 않았다. 1909년 임금위원회법에 따라 특정 업계에 한해서 적정임금 결정을 위한 여러 제도가 시행되고 있었고, 1945년 임금위원회법과 관련법 역시 부문별로 최저임금을 규정하고 있었다. 이들 법은 점차 해체되다 1993년 노동조합 개혁 및 고용권리법 제정으로 250만 저소득 노동자를 보호하던 26개 최고임금위원회를 해체하면서 유명무실화되었다.
노동당이 최저임금 도입을 정책으로 추진한 이유 중 하나는 최근 수십년간 노동조합원의 수가 감소 국면에 접어들어 노동자들의 협상력이 약화되고 있었고, 저임금 문제에 가장 취약한 노동자, 특히 서비스업 종사자들은 노조 결성을 거의 하지 않는다는 판단이 자리했기 때문이었다. 일찍이 1986년 닐 키녹 대표 시절부터 최저임금제 도입을 당 정책으로 채택해 왔었던 노동당은 1997년 영국 총선에서 18년 만에 정권을 탈환하면서 본격적인 도입절차에 나설 여건을 마주하게 되었다.
제정 당시 영국 보수당은 최저임금제 도입에 반대하는 입장이었으며, 영국 자유민주당은 지지하였다.

## 제도
국가최저임금은 매년 저임금 위원회 (Low Pay Commission)의 검토를 거쳐 영국 정부에 권고를 내리는 방식으로 개정된다.
2024년 4월 기준 영국의 최저임금은 다음과 같다.
- 21세 이상: £11.44(약 20,814원)
- 18~20세: £8.60(약 15,647원)
- 18세 미만: £6.40(약 11,644원)
- 19세 미만 수습과정을 밟고 있거나, 19세 이상 수습1년차: £6.40(약 11,644원)

## 같이 보기
- 최저임금